# Hans Rosenberg (Physiker)

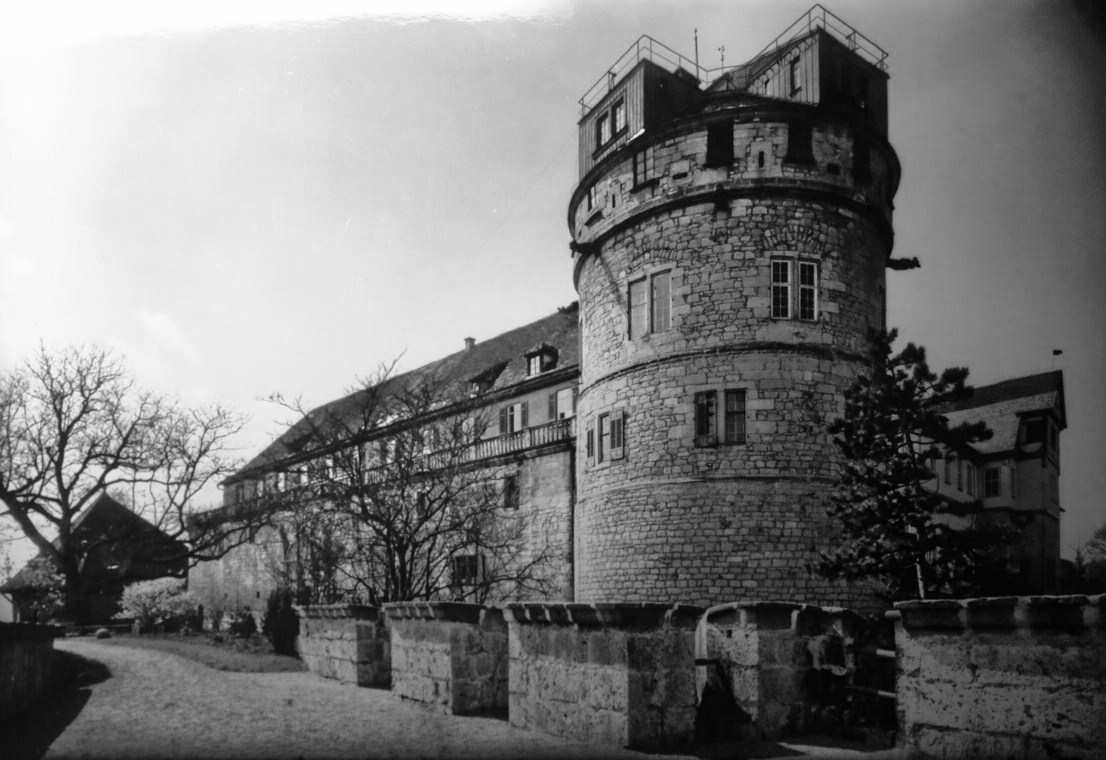
Zu Rosenbergs Zeiten bereits nicht mehr zeitgemäße Sternwarte auf dem Nordost-Turm des Tübinger Schlosses

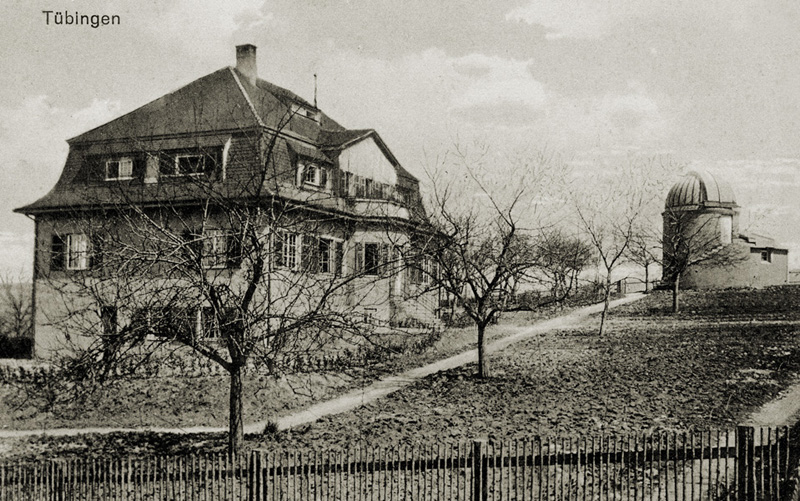
Hans Rosenbergs Privatsternwarte neben seinem Wohnhaus in der Hauffstraße 20 in Tübingen

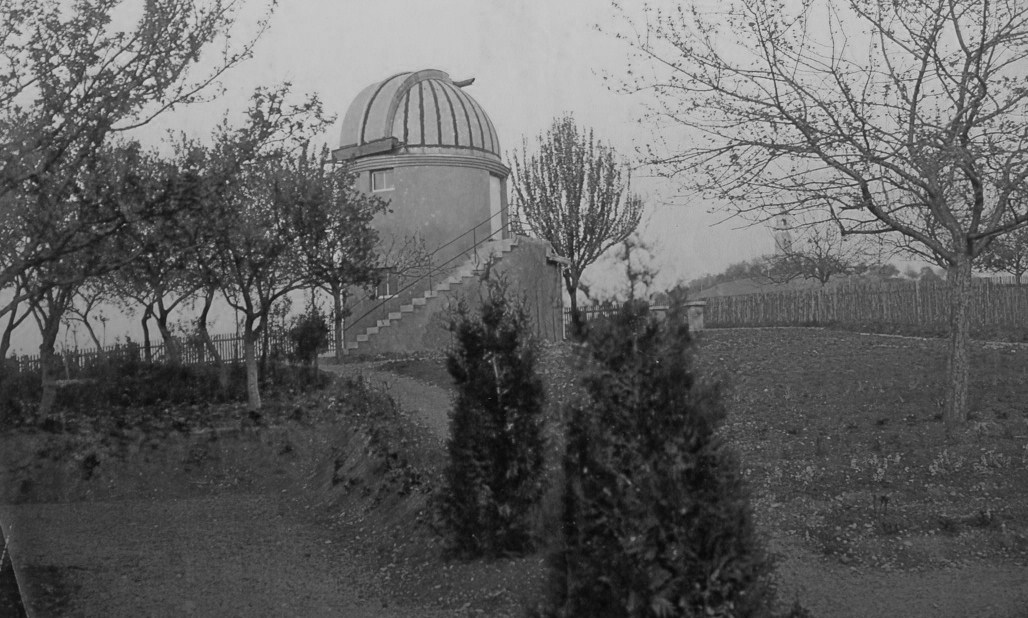
Rosenbergs Privatsternwarte in der Hauffstraße auf dem Tübinger Österberg

Hans Rosenberg (* 18. März 1879 in Berlin; † 26. Juli 1940 in Istanbul; vollständiger Name Hans Oswald Rosenberg) war ein deutscher Physiker und Astronom. 
Hans Rosenberg war der Sohn des Bankdirektors Hermann Rosenberg (1847–1917) und der Elisabeth „Else“ geborene Dohm. Seine Großmutter war die Schriftstellerin und Frauenrechtlerin Hedwig Dohm (1831–1919). Er legte das Abitur am Wilhelms-Gymnasium in Berlin ab und studierte Naturwissenschaft, insbesondere Astronomie. 1905 wurde er an der Universität Straßburg beim Astronomieprofessor Ernst Becker promoviert. 1907 wurde er Volontär bei Karl Schwarzschild an der Universität Göttingen. Rosenberg habilitierte sich 1910 in Tübingen als erster Physiker im Fach Astronomie.
Neben seiner Lehrtätigkeit wurde er Leiter der veralteten Sternwarte auf dem Tübinger Schloss. In einer von ihm eingerichteten Privatsternwarte entwickelte er neue Methoden zur Fotometrie. Seine Sternwarte hatte eine 4,5 m große Beobachtungskuppel und war mit einem Apochromaten von 13 cm Öffnung und 2,4 m Brennweite ausgestattet. Rosenberg bestimmte dort die Albedo des Mondes und entwickelte neue Methoden zur Messung von Sternhelligkeiten. 1926 wurde er als ordentlicher Professor nach Kiel berufen, wo auf seine Initiative der Ausbau der Universitätssternwarte vorangetrieben wurde. 1927 und 1929 unternahm er Sonnenfinsternis-Expeditionen nach Nordschweden und Siam. 
Obwohl Rosenberg evangelisch getauft war, galt er den Nationalsozialisten 1933 nach dem Gesetz zur Wiederherstellung des Berufsbeamtentums als "Nichtarier". Als ehemaliger "Frontkämpfer" des Ersten Weltkriegs konnte er aber zunächst weiter unterrichten. Im März 1934 erlaubte man ihm eine Auslandsreise in die USA, von der er nicht mehr nach Deutschland zurückkehrte. Von 1934 bis 1937 lehrte Rosenberg als Gastprofessor an der University of Chicago. Ende 1935 wurde er in Deutschland aufgrund des Reichsbürgergesetzes entlassen. 1938 emigrierte er in die Türkei und lehrte dort als Nachfolger von Erwin Freundlich an der Universität Istanbul bis zu seinem Tod.
Rosenberg war verheiratet mit Verena „Vera“, geborene Borchardt (1882–1954), mit der er fünf Kinder hatte. Das älteste war die deutsch-schweizerische Journalistin und Schriftstellerin Eva Maria Borer (1905–1987).